# Diner de tern
(Editto di Pietro IV di Aragona)
Il diner de tern era il nome di una moneta catalana di biglione, coniata con un titolo a 250/...; era la moneta di riferimento per Aragona, Catalogna, Valencia e Baleari.

## Storia
Diner è il termine catalano per indicare il denaro.
Il diner, era simile a quello coniato negli altri paesi europei: inizialmente conteneva circa un grammo di argento fino.
Con il tempo il contenuto di argento prese a diminuire e divenne inferiore al 50%, diventando così una moneta di biglione. Tale moneta venne quindi denominata diner de billó (denaro di biglione) mentre quelle precedenti presero il nome di diner de plata, cioè denaro d'argento.
Sotto Pietro il Cattolico (1196-1213) ci fu un'ulteriore diminuzione del contenuto in argento delle monete e fu creato il diner de quatern; in questa moneta quattro dodicesimi erano di argento ed il restante era rame. Il titolo era quindi di 333 millesimi.
Il diner de tern fu coniato sotto il regno del figlio, Giacomo I (1213 - 1276) ed aveva solo un quarto di argento, cioè tre dodicesimi, da cui il nome.
La moneta fu coniata con caratteristiche simili nei differenti territori appartenenti alla Corona di cui Giacomo era signore: Barcellona, Valencia ed Aragona.
Le coniazioni differivano per la simbologia presente al rovescio e che era ereditata dalle coniazioni precedenti: le monete di Barcellona mostravano una croce patente inquartata con anelletti e punti, quelle di Valencia mostravano un albero sormontato da una croce patente, e quelle di Aragona una croce patriarcale, cioè con la doppia traversa. Anche le legende indicavano la provenienza: BARQVINONA, VALENCIE e ARAGONA.
La moneta divenne "diner perpètu de tern", perché il re si impegnò a mantenere questa proporzione e a non ridurre, né lui né i suoi successori, la percentuale di argento contenuta.